# Resolutie 626 Veiligheidsraad Verenigde Naties
Resolutie 626 van de Veiligheidsraad van de Verenigde Naties was de laatste VN-Veiligheidsraadsresolutie in 1988. Ze werd unaniem aangenomen op 20 december van dat jaar.

## Achtergrond
In 1975 werd Angola onafhankelijk van Portugal. De onafhankelijkheidsbewegingen, die tot dan toe tegen Portugal hadden gevochten, keerden zich nu tegen elkaar in het wedijveren om de macht. De situatie evolueerde tot een typisch Koude Oorlog-conflict. De MPLA, die erin slaagde de macht te grijpen, werd gesteund door Cuba en de Sovjet-Unie. De FNLA werd gesteund door de Verenigde Staten, en UNITA door Zuid-Afrika.
Die laatste bezette ook een deel van Zuid-Angola, en had als ultiem doel het creëren van bondgenoten rond het eigen land om het apartheidssysteem in de nabije toekomst veilig te stellen. 
In 1976 viel ook Cuba Angola binnen met tienduizenden troepen. Die keerden het tij voor de MPLA en Zuid-Afrika trok zich terug. In 1988 volgde een nieuwe Cubaanse interventie tegen UNITA. Onder Amerikaanse bemiddeling werd er een akkoord bereikt, waarna Cuba zijn troepen terugtrok.

## Inhoud
De Veiligheidsraad nam nota van de beslissing van Angola en Cuba om de Cubaanse troepen gefaseerd terug te trekken uit Angola, en beraadde zich over de vraag aan de secretaris-generaal. De Veiligheidsraad keurde het rapport en de aanbevelingen van de secretaris-generaal goed.
De Veiligheidsraad besloot UNAVEM I, een vredesoperatie, op te zetten en bepaalde dat deze missie 31 maanden zou bestaan. Deze missie zou van kracht worden zodra de akkoorden tussen Angola, Cuba en Zuid-Afrika enerzijds, en het akkoord tussen Angola en Cuba anderzijds getekend waren.
De Veiligheidsraad vroeg de secretaris-generaal te rapporteren zodra de akkoorden getekend waren en de Veiligheidsraad op de hoogte te houden.

## Verwante resoluties
- Resolutie 615 Veiligheidsraad Verenigde Naties
- Resolutie 623 Veiligheidsraad Verenigde Naties
- Resolutie 628 Veiligheidsraad Verenigde Naties (1989)
- Resolutie 629 Veiligheidsraad Verenigde Naties (1989)

Lijst ·  607 ·  608 ·  609 ·  610 ·  611 ·  612 ·  613 ·  614 ·  615 ·  616 ·  617 ·  618 ·  619 ·  620 ·  621 ·  622 ·  623 ·  624 ·  625 ·  626